# Sanza Pombo
Sanza Pombo és un municipi de la província de Uíge. Té una població de 64.022 habitants. Comprèn les comunes d'Alfândega, Cuilo Pombo, Sanza Pombo i Wamba.